# Roger Vial
Roger Vial es un deportista español que compitió en natación adaptada. Ganó dos medallas en los Juegos Paralímpicos de Barcelona 1992.

## Palmarés internacional
| Juegos Paralímpicos | Juegos Paralímpicos | Juegos Paralímpicos | Juegos Paralímpicos |
| Año                 | Lugar               | Medalla             | Prueba              |
| ------------------- | ------------------- | ------------------- | ------------------- |
| 1992                | Barcelona (España)  | Medalla de oro      | 4 × 50 m libre S1-6 |
| 1992                | Barcelona (España)  | Medalla de bronce   | 200 m estilos SM6   |